# Gariannonum

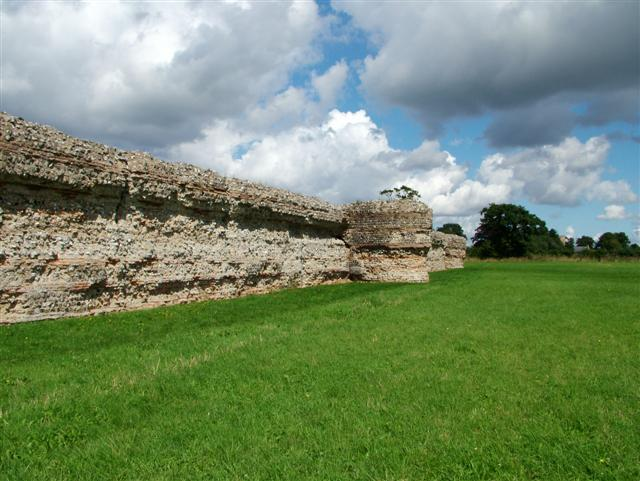
Muralles romanes de Gariannonum

Gariannonum, també escrit Garianonum o Gariannum, és una de les nou fortificacions romanes construïdes en el Litus Saxonicum, és a dir, la costa sud i est d'Anglaterra, i esmentades en el Notitia Dignitatum de l'exèrcit romà.
Es desconeix l'emplaçament exacte de Gariannonum, ja que es construïren dues fortificacions, una a cada costat de l'estuari de Breydon Water. Es pensa que tenia per missió protegir la important civitas de Venta Icenorum, a unes 25 milles riu amunt, i la resta de l'interior de Norfolk. A més de la fortificació per a la guarnició, fora de les muralles hi havia un vicus i un cementeri.
El més probable és que es referisca a l'actual Burgh Castle, prop del poble de Burgh Castle, que era l'aquarterament d'un regiment d'equites stablesiani (cavalleria pesant romana), l'equites stablesiani Garianenses. És una fortificació de construcció posterior i de la qual només queda la muralla romana, quasi intacta, de 205 m per 100 m, amb una altura de 4,6 m, una fortificació més gran que l'altra possible.
L'altra fortificació, la de Caister-on-Sea, que es troba a 9 km, és una construcció anterior, més petita, quadrada, amb una muralla de 175 m en cada costat. Construïda entre el 200 de–300 de, en l'actualitat solament en queden els fonaments, tot i que les restes arqueològiques trobades allí són importants.